# Дзьобник муровий
Дзьобник муровий (Rhynchostegium murale) — вид мохів порядку гіпнобрієвих (Hypnales).

## Поширення
Ареал охоплює такі частини світу: Європа, Азія.
Піонерський, малоконкурентний, досить поширений скельний мох колонізує вапно або багаті основою, частково затінені або тінисті, свіжі або вологі місця, багаті поживними речовинами. Зазвичай зустрічається епіфітно на скелях і стінах, рідше в лісах на корі біля западин або струмків. Він також може витримувати тимчасове затоплення і рідко зустрічається на ґрунті біля струмків.

## Характеристика

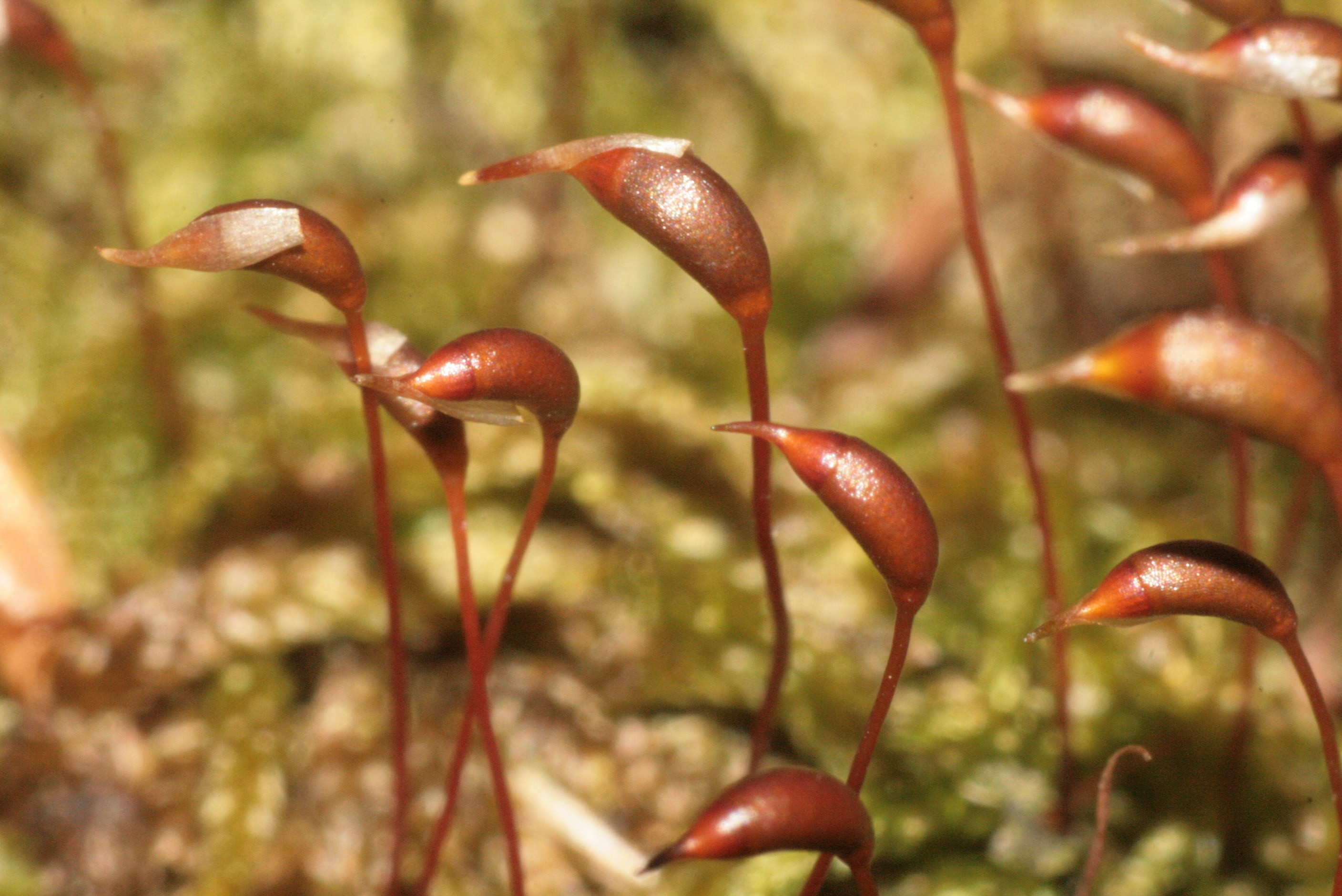

Утворює вологі, блискучі, міцні, щільні, свіжо-зелені до темно-жовто-зелених, рівні галявини. Повзучі стебла розгалужені і мають довжину ≈ 3–4 см. Листки стовбура і гілок однакові за формою, ложкоподібні, від 1 до 1.4 мм завдовжки. Кінчик листка широко закруглений і має коротку прикріплену точку. Слабо розвинена середня жилка зникає в середині листка. Дозрівання спор часто відбувається в кінці літа або в зимові місяці. Гладка ніжка коробочки несе злегка нахилену вигнуту спорову коробочку. Спори мають діаметр приблизно від 14 до 18 мкм.